# سل کارینتیا
سل کارینتیا (به آلمانی: Zell}} یک منطقهٔ مسکونی در اتریش است که در ناحیه کلاگن‌فورت-لاند واقع شده‌است. سل کارینتیا ۹۴۸ نفر جمعیت دارد.